# تاريخ الموسيقى في فرنسا

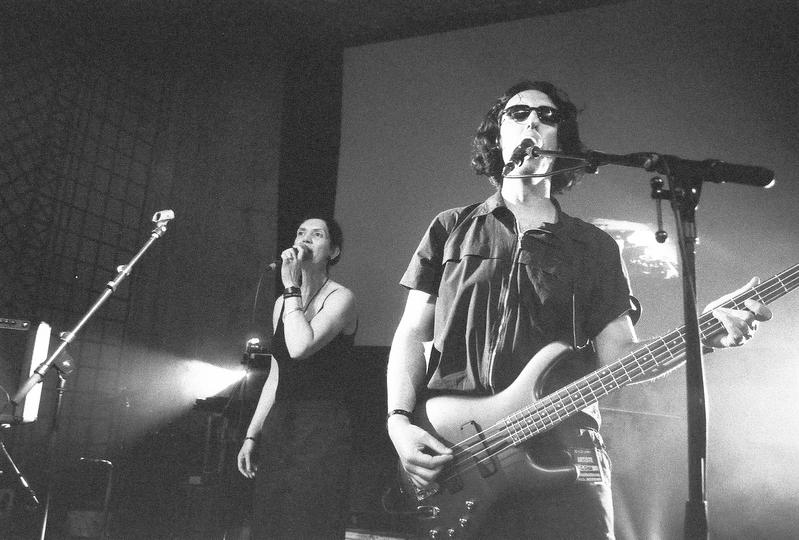
نشأت الموسيقى الفرنسية كأسلوب مُوحد في العصور الوسطى إير دي كور

يمتد تاريخ الموسيقى في فرنسا من القرن العاشر إلى الموسيقى الحديثة في الوقت الحاضر.، خصوصًا في مدرسة نوتردام للمؤلفين الموسيقيين. طورت هذه المجموعة ما يُعرف باسم الموتيه، التي هي نوع من أنواع التأليف الموسيقي. سرعان ما بدأ التروبادورات والتروفيرات بالتجول في أنحاء فرنسا، حيث قاموا بتأليف وغناء العديد من الأغاني الأصلية. ظهر نمطا آرس نوفا وآرس سوبوتيليرو في القرن الرابع عشر، وقد ركز كلاهما على الأغاني العَلمانية. مع بزوغ عصر النهضة في أوروبا، استمرت الموسيقى الفرنسية بالتطور. تراجعت شعبية الموسيقى الفرنسية في بقية أوروبا بشكل طفيف، ومع ذلك تطورت موسيقى التشانسون والموتة القديمة خلال تلك الفترة. انتقل مركز الموسيقى الفرنسية من باريس إلى بورغوندي، مع بروز مدرسة المؤلفين البورغندية. خلال عصر الباروك، قُيدت الموسيقى وأصبحت أكثر بساطة بسبب تأثير الكالفينية. بعد ذلك أصبح أسلوب النمط الأساسي للموسيقى الفرنسية، إذ كان عَلمانيًا ومُفضلًا من قِبل البلاط الملكي.

## الموسيقى القروسطية
بعض أقدم المخطوطات البوليفونية هي أورجانوم من مدن فرنسية في القرن العاشر مثل شارتر وتور. تُعتبر مدرسة سانت مارتيال ذات أهمية خاصة، مثلها مثل المؤلفين الباريسيين من القرن الثاني عشر في مدرسة نوتردام التي نشأت منها. هيمنت الموسيقى العَلمانية في فرنسا في العصور الوسطى على موسيقى التروبادورات واليونجلورات والتروفيرات، الذين كانوا شعراء وموسيقيين معروفين بتأليف أساليب موسيقية مثل بالاد ولاي. كان آدم دي لا هال أشهر تروفير في تلك الفترة.

## موسيقى عصر النهضة
حدد انتقال مركز النشاط الموسيقي من باريس إلى بورغوندي بداية عصر النهضة الموسيقية في فرنسا. ساهم عدم الاستقرار السياسي في ظل الملوك الضعفاء واستمرار فظائع تقطيع الأوصال والاستحواذ على الأراضي من قبل الإنجليز خلال حرب المئة عام في دفع الموسيقيين شرقًا.
انتهت الهيمنة الموسيقية الفرنسية على أوروبا خلال عصر النهضة، أصبح الموسيقيون الفلمنكيون والإيطاليون أكثر أهمية. شمل الملحنون الفرنسيون اللاحقون لعصر النهضة نيكولاس جومبير وبيير دي لا رو وبيير دي مانشيكورت وكلود جوديميل وبيير سيرتون وجان موتون وكلودين دي سيرميسي وكليمان جانيكين. أصبحت الشانسون الفرنسية مشهورةً خلال تلك الفترة، وصُدرت إلى إيطاليا باسم كانزونا.

## موسيقى عصر الباروك
مع وصول الكالفينية، كانت الموسيقى بسيطة نسبيًا، على الأقل في أجزاء فرنسا الخاضعة للتأثير الكالفيني. في المناطق الكالفينية بالكامل، كان التعبير الموسيقي الوحيد المسموح به هو غناء الترجمات الفرنسية لسفر المزامير، على سبيل المثال تلك التي كتبها جوديميل (الذي قُتل في مذبحة سان بارتيليمي عام 1572). بدءًا من القرن السابع عشر، كانت الأوبرا الإيطالية والألمانية هي أكثر أشكال الموسيقى تأثيرًا، على الرغم من أن مؤلفي الأوبرا الفرنسيين مثل بالتازار دي بوجويو وجان فيليب رامو وجان بابتيست لولي أنتجوا أسلوبًا وطنيًا فريدًا يتميز بإيقاعات الرقص والحوار المنطوق ونقص الآريا السردية الإيطالية.
شهدت الفترة الباروكية ازدهارًا في موسيقى الهاربسكورد. شمل الملحنون المؤثرون جاك شامبيون دو شامبونير ولويس كوبران وفرانسوا كوبران. كتب جان فيليب رامو، مؤلف أوبرا بارز، أطروحة مؤثرة في النظرية الموسيقية، خاصة في موضوع الانسجام الموسيقي. واستعمل الكلارينيت إلى أوركستراته.